# Arsen Bauk
Arsen Bauk (ur. 7 lutego 1973 w Supetarze) – chorwacki polityk, parlamentarzysta, od 2011 do 2016 minister administracji publicznej.

## Życiorys
Z wykształcenia nauczyciel matematyki i informatyki, w 1997 ukończył studia na Uniwersytecie w Zagrzebiu. W 1991 wstąpił do Socjaldemokratycznej Partii Chorwacji, był etatowym działaczem tego ugrupowania. W latach 2000–2003 pełnił funkcję asystenta ministra obrony. W 2010 został przewodniczącym partii w żupanii splicko-dalmatyńskiej. W wyborach w 2007 i 2011 z ramienia SDP uzyskiwał mandat posła do Zgromadzenia Chorwackiego.
W grudniu 2011 objął urząd ministra administracji publicznej w rządzie Zorana Milanovicia. W 2015 ponownie został wybrany do chorwackiego parlamentu. W styczniu 2016 zakończył pełnienie funkcji rządowej. W wyborach w 2016, 2020 i 2024 z powodzeniem ubiegał się o poselską reelekcję.